# Chthonius petrochilosi
Chthonius petrochilosi är en spindeldjursart som beskrevs av Jacqueline Heurtault 1972. Chthonius petrochilosi ingår i släktet Chthonius och familjen käkklokrypare. Inga underarter finns listade i Catalogue of Life.